# Muhuri
De Muhuri is een 100 km lange, sterk meanderende rivier die stroomt door India en in Bangladesh.
De Muhuri ontspringt in de Lushai heuvels van de Indiase staat Tripura nabij de grens met Bangladesh, waar de rivier binnenkomt net na de Indiase stad Belonia via de Parshuram Upazila van het district Feni. In Bangladesh scheidt de rivier de districten Feni en Chittagong voordat ze uitmondt in de Feni, die daarna een tiental kilometers verder uitmondt in de Golf van Bengalen. De rivier is voor kleine scheepjes bevaarbaar over ca 20 km. De getijinvloed is merkbaar over het hele deel van de rivier in Bangladesh, 

## Grens tussen India en Bangladesh en de Muhuri char
In het verleden zijn er conflicten geweest over de grens, waarbij een deel van de Muhuri grensrivier was. Dit is slechts een heel klein deel (en paar honderd meter bij de stad Belonia). De Feni, waar de Muhuri later in uitmondt is over een veel groter deel een grensrivier. Volgens een bericht in het Indiase tijdschrift Frontline zou volgens een akkoord uit 1974 de grens in het midden van de Muhuri liggen. De Muhuri char, een gebied van 40 hectare langs de rivier en belangrijk voor de rijstteelt, bij de stad Belonia was een bron van spanning tussen de twee landen, omdat beide het claimden. Dit leidde herhaaldelijk tot schermutselingen tussen de grenswachten van Bangladesh en India. In 2011 hebben beide landen tijdens het bezoek van premier Manmohan Singh aan Bangladesh ingestemd met de afbakening van de landgrens tussen hen. De twee partijen waren het eens over de afbakening van de grens langs de Muhuri en kwamen ook overeen om binnen hun grenzen dijken langs de rivier aan te leggen om deze te stabiliseren en om langs de 'nullijn' in de sector af te schermen. Een Char is meestal een eiland in een intergetijdengebied, maar in dit geval wordt de uiterwaard van de rivier bedoeld. 

## Hydrologie
Het Muhuri-bekken heeft een totale oppervlakte van 839 km2 in Tripura. De Muhuri heeft een jaarlijkse afvoer van 76.247.000 kubieke meter water, wat neerkomt op 9,6% van de totale rivierstromen van Tripura. In Bangladesh heeft het Muhuri-bekken een oppervlakte van 40.080 hectare, verdeeld over de upazilas van Feni Sadar, Sonagazi, Chhagalnaiya en Parshuram in het district Feni en de Mirersarai upazila van het district Chittagong met een totaal irrigeerbaar gebied van iets meer dan 23.000 hectare. De rivier staat bekend om zijn wilde natuur en plotselinge overstromingen en de frequente koerswijzigingen. De Muhuri heeft voor het grootste deel een breedte van 150 tot 200 meter, die toeneemt naarmate hij dichter bij de zee komt. De rivier is vrij ondiep en bevaarbaar voor boten van 4 ton gedurende slechts een half jaar en is doorwaadbaar in de droge tijd. 

## Waterwerken
De regering van India bouwde vóór 1975 een krib in de rivier om de stad Belonia te beschermen tegen riviererosie. Omdat dit soort ingrepen direct gevolgen heeft op nabijgelegen andere oevers, heeft de Joint River Commission sindsdien beide landen ervan weerhouden dit soort werken langs de rivier te bouwen. Het Muhuri-irrigatieproject, bestaande uit een afsluitdam en een spuisluis met 20 sluisopeningen, werd in 1986 aangelegd om irrigatiefaciliteiten te bieden en om de instroom van zout water vanuit de Golf van Bengalen in de rivier te controleren. Deze dam (de Fenidam) is in de benedenloop van de Feni gebouwd, nadat de Muhuri in de Feni is uitgemond. Het project heeft bijgedragen tot de ontwikkeling van de binnenvisserij, heeft de indringing van zout water stroomopwaarts (zowel in de Muhuri als de Feni) beperkt en stroomopwaarts gelegen gebieden beschermd tegen stormvloeden na cyclonen.